# 堂ヶ島温泉

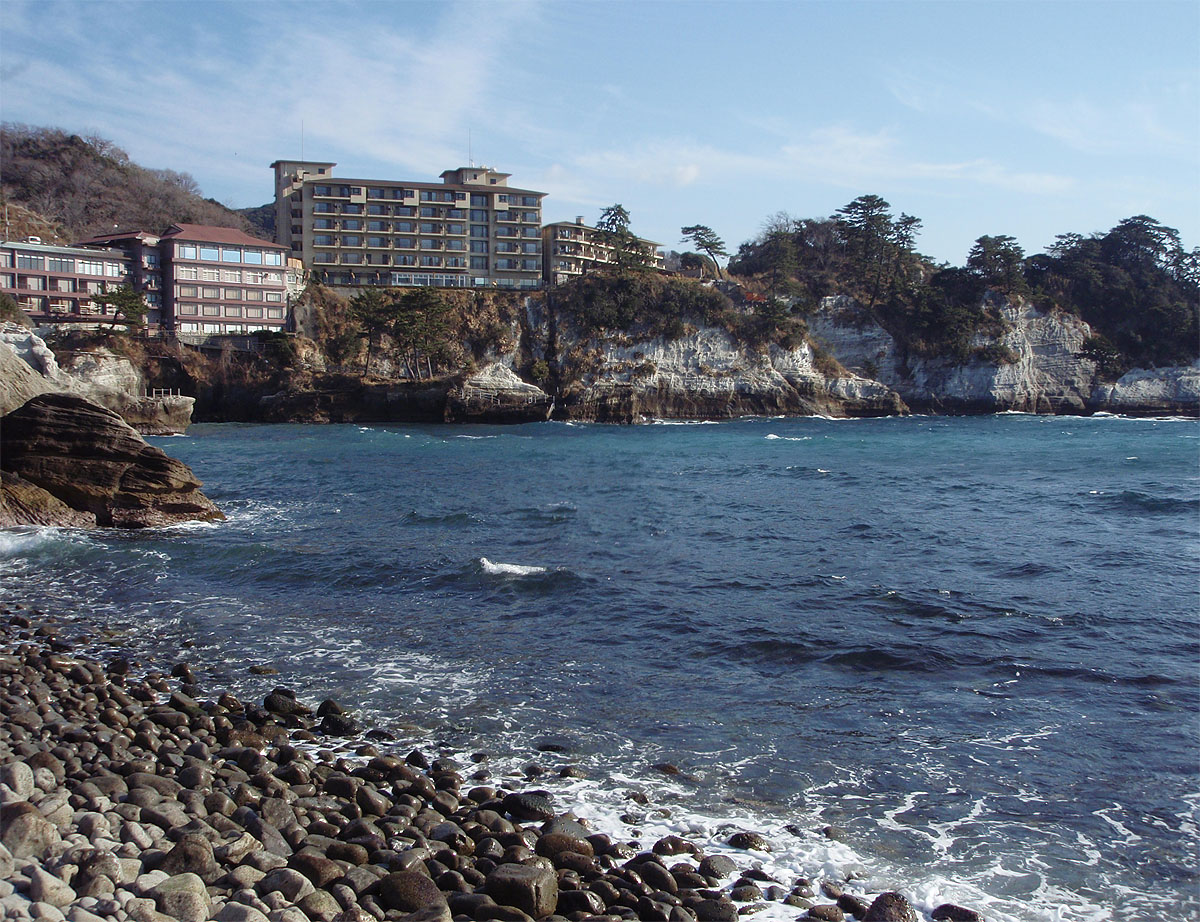
堂ヶ島温泉のホテル群と特徴的な軽石凝灰岩の海岸。

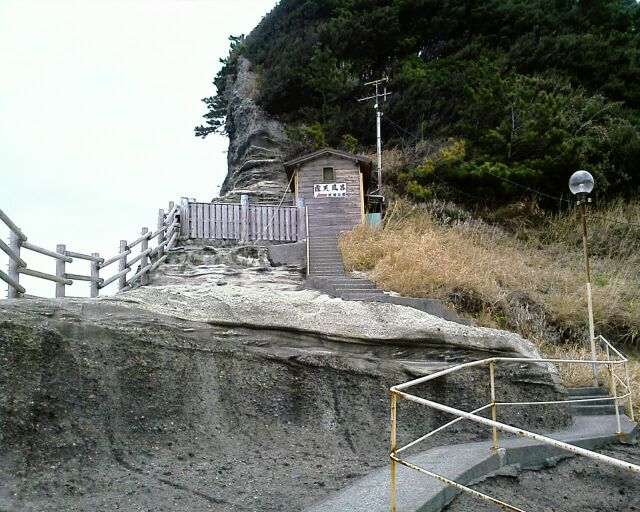
沢田公園露天風呂

堂ヶ島温泉（どうがしまおんせん）は、静岡県の伊豆半島西岸、賀茂郡西伊豆町にある温泉。トンボロ現象が見られる三四郎島など、特徴的な海岸の景色が売りである観光温泉地。

## 泉質
- 硫酸塩泉
  - 源泉温度30 - 45℃。
  - 海の至近でありながら、塩分は皆無であるのが特徴。

| 源泉名                                             | 泉温  | 湧出量   | 泉質                                       | 深度  | 所在地                                                                    | 備考                     |
| -------------------------------------------------- | ----- | -------- | ------------------------------------------ | ----- | ------------------------------------------------------------------------- | ------------------------ |
| 仁科・堂ヶ島1号泉（堂ヶ島温泉ホテル初代温泉）※廃止 | 45.0℃ | 毎分0L   | カルシウム・ナトリウム－硫酸塩温泉         | 600m  |                                                                           | 堂ヶ島温泉ホテル自家源泉 |
| 仁科・堂ヶ島2号泉（安城温泉）                      | 46.4℃ | 毎分56L  | カルシウム・ナトリウム－硫酸塩・塩化物温泉 | 780m  | 西伊豆町中５２１−１                                                       | 西伊豆町町営温泉         |
| 仁科・堂ヶ島3号泉（町営1号、築出温泉）             | 46.5℃ | 毎分184L | カルシウム・ナトリウム－硫酸塩温泉         | 764m  | 西伊豆町中１４１−３                                                       | 西伊豆町町営温泉         |
| 仁科・堂ヶ島4号泉（祢宜ノ畑温泉）                  | 38.3℃ | 毎分697L | カルシウム・ナトリウム－硫酸塩温泉         | 700m  |                                                                           | 西伊豆町町営温泉         |
| 仁科・堂ヶ島5号泉（町営2号、小田瀬温泉）           | 55.5  | 毎分107L | カルシウム・ナトリウム－硫酸塩温泉         | 1000m | 北緯34度46分26.0秒 東経138度46分30.2秒 / 北緯34.773889度 東経138.775056度 | 西伊豆町町営温泉         |
| 仁科・堂ヶ島10号泉（堂ヶ島温泉ホテル1号温泉）      | 40.6℃ | 毎分222L | アルカリ性単純温泉                         | 1000m |                                                                           | 堂ヶ島温泉ホテル自家源泉 |
| 仁科・堂ヶ島11号泉（浮島温泉）                     | 59.6℃ | 毎分222L | ナトリウム・カルシウム－塩化物温泉         | 1000m | 西伊豆町仁科南浜3016                                                      |                          |
| 仁科・堂ヶ島12号泉（堂ヶ島温泉ホテル2号温泉）      | 29.6℃ | 毎分120L | カルシウム・ナトリウム－硫酸塩温泉         | 1100m |                                                                           | 堂ヶ島温泉ホテル自家源泉 |
| 仁科・堂ヶ島13号泉（小松温泉）                     | 37.3℃ | 毎分140L | アルカリ性単純温泉                         | 1000m |                                                                           | かくれ湯清流 自家源泉    |
| 仁科・堂ヶ島16号泉（町営3号、海名野温泉）          | 56.9℃ | 毎分220L | カルシウム・ナトリウム－硫酸塩温泉         | 1300m | 西伊豆町中５２１−１                                                       | 西伊豆町町営温泉         |
| 仁科・堂ヶ島18号泉（一色温泉）                     | ℃     | 毎分 L   | カルシウム・ナトリウム－硫酸塩温泉         | 1450m |                                                                           |                          |
| 宇久須1号泉（深田温泉）                            | 34.1℃ | 毎分120L | カルシウム－硫酸塩温泉                     | 850m  |                                                                           |                          |
| 宇久須2号泉（浪入温泉）                            | 39.8℃ | 毎分127L | カルシウム－硫酸塩温泉                     | 1300m |                                                                           | 西伊豆町町営温泉         |

## 温泉街
時代は浅く、昭和37年に堂ヶ島海岸にホテルを建設を試みた横浜市の業者が温泉を試験採掘したところ、600m付近で掘削に成功した。その後は地元自治体も相次いで掘削に成功し、宇久須温泉などと共に堂ヶ島温泉郷と言われることもある。
その後は国道136号線の改良および拡幅整備、高度経済成長も相まって、海岸沿いに旅館、ホテルが建設された。2020年現在も11軒営業しているほか、西伊豆町町営の源泉を引き湯した民宿施設なども点在する。浸食による切り立った崖の堂ヶ島海岸が特徴的であるが、至近には乗浜海岸があり、夏場は海水浴客や、ダイビング客で賑わう。
日帰り入浴施設は、西伊豆町営の「なぎさの湯」、「しおさいの湯」、「せせらぎの湯」、「沢田公園露天風呂」の4軒と「堂ヶ島温泉ホテル」、「海辺のかくれ湯 清流」の計6軒。このうち、沢田公園露天風呂は岩場の上に存在する絶景の露天風呂として知られ、眼下に駿河湾が広がる。2009年（平成21年）10月に台風18号の影響で施設が破損し、一時休止した。
周辺には「堂ヶ島マリン」や「伊豆自然学校」などの観光施設がある。
また、堂ヶ島の観光名所でもある「天窓洞」や「堂ヶ島のトンボロ」は天然記念物指定されている。

## 歴史
- 1962年（昭和37年）：横浜市の不動産業者が堂ヶ島温泉1号の掘削に成功。
- 1972年（昭和47年）：西伊豆町町営温泉の掘削に成功。配湯開始。
- 1973年（昭和48年）：堂ヶ島銀水開業。
- 2013年（平成25年）：「らんの里堂ヶ島」閉園。
- 2022年（令和4年）6月：「加山雄三ミュージアム」閉館。
  - 同年8月：「伊豆トリックアート迷宮館」オープン。

## アクセス
東名高速沼津ICから伊豆縦貫自動車道経由で約85分。

### バス
- 伊豆箱根鉄道修善寺駅よりバス（東海自動車）で約80分。
- 伊豆急行伊豆急下田駅よりバスで約60分。
- 東海道新幹線ほか三島駅より特急バスで121分。